# Nicolas Peduzzi
Nicolas Peduzzi est un réalisateur français né à Paris le 28 novembre 1982.

## Biographie
Nicolas Peduzzi suit des études de théâtre et de cinéma à New York avant de réaliser des courts métrages et des vidéos. Il est également comédien.
Son premier long métrage, Southern Belle, obtient en 2017 le grand prix de la compétition française au festival international de cinéma de Marseille.
En 2021, son second long métrage, Ghost Song, est présenté au festival de Cannes dans la programmation de l'ACID, de même que son troisième long métrage, État limite, en 2023.

## Filmographie

### Réalisateur

#### Courts métrages
- 2015 : Death on the Basketball Court
- 2017 : Mikado

#### Longs métrages
- 2018 : Southern Belle
- 2021 : Ghost Song
- 2023 : État limite

### Acteur
- 2015 : Journal d'une femme de chambre de Benoît Jacquot
- 2015 : Les Fausses Confidences, téléfilm de Luc Bondy